# Phaethornis pretrei
Phaethornis pretrei е вид птица от семейство Колиброви (Trochilidae).

## Разпространение
Видът е разпространен в Аржентина, Боливия, Бразилия и Парагвай.